# Hare Peak
Hare Peak är en bergstopp i Antarktis. Den ligger i Östantarktis. Nya Zeeland gör anspråk på området. Toppen på Hare Peak är 2 970 meter över havet, eller 439 meter över den omgivande terrängen. Bredden vid basen är 2,8 km.
Terrängen runt Hare Peak är huvudsakligen kuperad, men västerut är den bergig. Trakten är obefolkad. Det finns inga samhällen i närheten.